# Matt Stone
Matthew Richard "Matt" Stone (Houston, 1971. május 26. –) ötszörös Primetime Emmy- és háromszoros Tony-díjas amerikai színész, forgatókönyvíró, rendező, producer. 
A South Park című animációs sorozat egyik megalkotója és készítője.

## Élete és pályafutása
A texasi Houstonban született, majd a coloradói Littletonban, Denver külvárosában nőtt fel. Apja ír, anyja zsidó származású, önmagát etnikai értelemben tartja zsidónak. 
Filmkészítésből és matematikából diplomázott a Coloradói Egyetemen. 1997-ben a Comedy Central tűzte műsorra a South Park című animációs sorozatot, melyet Trey Parkerrel közösen alkotott meg. Az egyik főszereplő, Kyle Broflovski alakját Stone-ról mintázták.
Szerepelt Michael Moore Kóla, puska, sültkrumpli című 2002-es dokumentumfilmjében.  2025-ben Parkerrel együtt csillagot kap a Hollywood Walk of Fame-n. 

## Filmográfia

### Trey Parkerrel közösen
- Jézus kontra Frosty (1992)
- Cannibal! The Musical (1994)
- The Spirit of Christmas (1995)
- Spermafióka (1997)
- South Park (animációs sorozat, 1997–)
- Basebolondok (1998)
- South Park – Nagyobb, hosszabb és vágatlan (1999)
- Az én kis Bushom (2001)
- Amerika kommandó: Világrendőrség (2004)
- The Book of Mormon (musical, 2010)

### Egyéb
- Kóla, puska, sültkrumpli (2002)